# Charles Ogletree
Charles Ogletree –conocido como Charlie Ogletree– (Greenville, 11 de octubre de 1967) es un deportista estadounidense que compitió en vela en la clase Tornado.
Participó en cuatro Juegos Olímpicos de Verano, entre los años 1996 y 2008, obteniendo una medalla de plata en Atenas 2004, en la clase Tornado (junto con John Lovell), el octavo lugar en Atlanta 1996 y el séptimo en Sídney 2000. Ganó una medalla de plata en el Campeonato Mundial de Tornado de 2004.

## Palmarés internacional
| \| Juegos Olímpicos \| Juegos Olímpicos \| Juegos Olímpicos \| Juegos Olímpicos \| \| Año \| Lugar \| Medalla \| Clase \| \| ------------------ \| -------------------------- \| ---------------- \| ---------------- \| \| 2004 \| Atenas (Grecia) \| Medalla de plata \| Tornado \| \| Campeonato Mundial \| \| \| \| \| Año \| Lugar \| Medalla \| Clase \| \| 2004 \| Palma de Mallorca (España) \| Medalla de plata \| Tornado \| |                            |                  |         |
| Juegos Olímpicos |                            |                  |         |
| Año | Lugar                      | Medalla          | Clase   |
| 2004 | Atenas (Grecia)            | Medalla de plata | Tornado |
| Campeonato Mundial |                            |                  |         |
| Año | Lugar                      | Medalla          | Clase   |
| 2004 | Palma de Mallorca (España) | Medalla de plata | Tornado |